# Transeius submagnus
Transeius submagnus är en spindeldjursart som först beskrevs av Ma 2004.  Transeius submagnus ingår i släktet Transeius och familjen Phytoseiidae. Inga underarter finns listade i Catalogue of Life.